# Folle jeunesse
Pour les articles homonymes, voir Girls Gone Wild.
Pour plus de détails, voir Fiche technique et Distribution.
Folle jeunesse (Girls Gone Wild) est un film américain sonore en noir et blanc, réalisé par Lewis Seiler, sorti en 1929. Le film est considéré comme perdu.
Tourné avant la création du code de censure de 1934 portant sur les productions cinématographiques, Folle jeunesse suscita la polémique car il était l'un des premiers exemples au cinéma de la montée de la violence et du non-respect de la loi, thèmes qui allaient être récurrents dans les films des années 1930. Le Québec censura le film.  

## Synopsis
Des jeunes font fi de la loi et se comportent violemment avec leur entourage.

## Fiche technique
- Titre français : Folle jeunesse
- Titre original : Girls Gone Wild
- Réalisation : Lewis Seiler
- Scénario : Beulah Marie Dix, Malcolm Stuart Boylan (sous-titres), d'après une histoire de Bertram Millhauser
- Photographie : Arthur Edeson, Irving Rosenberg
- Producteur : William Fox
- Société de production et de distribution : Fox Film
- Pays de production :  États-Unis
- Langue d'origine : anglais
- Format : Noir et blanc - 35 mm (procédé sphérique) - 1,33:1 - Son : mono (Movietone)
- Genre : Mélodrame
- Durée : 60 minutes
- Dates de sortie : 
  - États-Unis : 24 mars 1929
  - France : 29 novembre 1929

## Distribution
- Sue Carol : Babs Holworthy
- Nick Stuart : Buck Brown
- William Russell : Dan Brown
- Roy D'Arcy : Tony Morelli
- Leslie Fenton : Boogs
- Hedda Hopper : Mme Holworthy
- John Darrow : Speed Wade
- Matthew Betz : Augie Stern
- Edmund Breese : Judge Elliott
- Minna Redman : Mamie (créditée Minna Ferry)
- Louis Natheaux : Dilly
- Lumsden Hare : Tom Holworthy
- Fred MacMurray : un figurant (non crédité)